# Donna barbuta

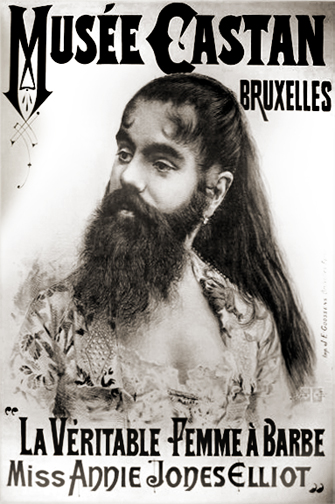
Annie Jones, donna barbuta dell'Ottocento

Una donna barbuta è una donna con una visibile peluria sul viso. Queste donne sono state a lungo un fenomeno spesso associato a leggende e curiosità.

## Cause
L'abbondanza di peli sul viso femminile può essere causata da uno squilibrio ormonale o, più raramente, dall'irsutismo. Può anche essere dovuta all'uso di steroidi anabolizzanti.